# 中尉 (古代中国)
中尉（ちゅうい）は、古代の中国に置かれた官職である。
皇帝に属する官としては、秦代から前漢に置かれた。職掌は首都の警備だが、属する兵士を率いて内外の戦争に出征することも多かった。紀元前104年に執金吾と改称されてなくなった。
前漢では皇帝に臣従する諸侯王の王国にも中尉があり、王国の軍事・警察の長である。執金吾への改称は地方に及ばず、後漢の諸王国にも中尉が置かれた。

## 秦
太尉とともに秦の時代からあった。

## 前漢
反秦の兵をあげた劉邦は、秦の滅亡後項羽によって漢の王とされると、配下の曹参と周昌を中尉に任命した。項羽の敗死時には丙倩と許温が中尉だった。
『漢書』「百官公卿表」によれば、中尉は首都の巡回・警備を担った。首都の兵士は宮殿を含む南軍、宮殿から離れた北軍に分かれており、中尉は北軍を統率した。
武帝が太初元年（紀元前104年）に執金吾と改称した。
2人の丞のほか、候、司馬、千人を直属の部下として持った。それらを含めた属官は以下の通り
- 中尉丞（2人）
- 中尉候
- 中尉司馬
- 中尉千人
- 中塁令 - 中塁丞、中塁尉（2人）
- 寺互令 - 寺互丞
- 武庫令 - 武庫丞（3人）
- 都船令 - 都船丞
- 郡邸長 - 郡邸丞[8]
- 式道左候 - 式道左候丞
- 式道右候 - 式道右候丞
- 式道中候 - 式道中候丞
- 左輔都尉 - 左輔都尉丞
- 右輔都尉 - 右輔都尉丞

中塁令の職務は警備・守備関連であろうが、中尉の配下にない中塁校尉との関係も含め、不明。
寺互令は、初め少府に属し、後に主爵中尉の所管となり、さらに後に中尉の下に移った。
武庫令は、長安の武器庫を管理する。雒陽（洛陽）にも重要な武庫があり、それも中尉の管理下だったかもしれない。
郡邸長は、郡と国の邸を管理する。郡邸・国邸（あわせて郡国邸）は、王侯と郡や国の役人が、都に滞在するときに使う邸である。ここでいう国とは、諸侯王と列侯が治める地である。はじめ少府の管轄だったが、中尉に移管され、さらに後、おそらく太初元年（紀元前104年）の改称時に、大鴻臚に属するよう改められた。
左・右・中の式道候は、皇帝の外出時に式と呼ばれる旗を持って先行し、道を浄めた。
左輔都尉と右輔都尉は、それぞれ左馮翊と右扶風の軍事・警察を担う。左馮翊と右扶風は、首都付近の行政区画で、他地域の郡にあたる。元鼎4年（紀元前113年）、左内史、右内史の下に移った。『漢書』百官公卿表には京輔都尉もあるが、その設置は中尉が執金吾に改称した太初元年（紀元前104年）と推定されるため、中尉の属官だったことはないと考えられる。

## 漢の諸侯王
漢では、皇帝によって王（諸侯王）が封じられた国にも中尉が置かれた。諸侯王の下には太尉がなかったので、中尉が軍事の長であった。高后8年（紀元前180年）に、代王劉恒（後の文帝）に進言したのは
代の中尉宋昌で、このとき漢には漢の中尉があった。太初元年（紀元前104年）に漢の中尉が執金吾と改称したとき、諸王国の官名はそのままだったため、漢と諸王国で名前が異なるようになった。
前漢の成帝のとき、王国で民政を担当した内史を廃し、一部の権限を中尉に移した。その後、王と中尉が互いに権勢を争い、不和になったという。
後漢でも引き続き置かれた。職務は郡都尉（郡尉の後進）と同じで、盗賊を追討することである。秩石は比二千石。規模に応じた属官（部下）の定員もあったが、数は伝わらない。

## 中尉の人物

### 春秋戦国
- 荀欣 - 趙の中尉。烈侯（在位紀元前408年 - 紀元前400年）により任[16]。

### 秦
- 田真黄
- 張平 - 秦末の反乱軍。高祖元年（紀元前206年）より前[17]

### 前漢
- 曹参 - 高祖元年（紀元前206年）から2年（紀元前205年）[2]。
- 周昌 - 高祖元年（紀元前206年）から4年（紀元前203年）[3][4]。
- 靳彊 - [18]。
- 朱通（朱進） - 高祖4年（紀元前203年）[19][20]。
- 丙倩 - 高祖5年（紀元前202年）[21][22][4]。
- 許温（許盎） - 高祖5年（紀元前202年）[23][24]。
- 唐万 - 高祖5年（紀元前202年）[25][26]。
- （韓信に股をくぐらせた男） - 楚の中尉。高祖5年（紀元前202年）以降、高祖6年（紀元前201年）以前[27]。
- 陶舍 - 高祖10年（紀元前197年）[28][29]。
- 霊常 - 高祖10年（紀元前197年）[30]。
- 戚鰓 - 高祖11年（紀元前197年）[31][32][4]。
- 魏勃 - 斉の中尉。高后8年（紀元前180年）[33]。
- 宋昌 - 代の中尉。高后8年（紀元前180年）以前から文帝元年（紀元前179年）まで[34][35]。
- 潘万如 - 斉の中尉。高后8年（紀元前180年）以後、文帝4年（紀元前176年）以前[36]。
- 蕑忌 - 文帝6年（紀元前178年）より前[37]
- 周舎 - 文帝14年（紀元前166年）[38][39]。
- 周亜夫 - 文帝後2年（紀元前162年）から[40]、景帝3年（紀元前154年）[41][42][43]
- （姓不明）嘉 - 、景帝元年（紀元前156年）[44]。
- 鄧公 - 城陽の中尉。景帝3年（紀元前154年）任[45]。
- 衛綰 - 景帝3年（紀元前154年）から景帝7年（紀元前150年）まで[46][47] 。
- 郅都 -景帝7年（紀元前150年）から景帝中4年（紀元前146年）まで[48][47]。
- 寧成 - 景帝中6年（紀元前144年）から建元元年（紀元前141年）まで[49][47]。
- （姓不明）広意 - 景帝後2年（紀元前142年）[50]
- 張敺 - 建元元年（紀元前141年）から元光4年（紀元前131年）まで[47]。
- 鄭当時 - 魯の中尉。武帝の即位（紀元前141年）後[51]。
- 程不識 - 元光元年（紀元前134年）[47][52]。
- 韓安国 - 元光5年（紀元前130年）任 - 元光6年（紀元前129年）[53][54] 。
- 趙禹 - 元光6年（紀元前129年）任、元朔5年（紀元前127年）まで[55][56]。
- 常麗 - 河間の中尉。元光6年（紀元前129年）[57]。
- 李息 - 元朔3年（紀元前126年）[56]。
- 殷宏（殷容） - 元朔5年（紀元前124年）[58][56]。
- 司馬安 - 元朔7年（紀元前122年）[59][56]。
- （姓不明）覇 - 元狩3年（紀元前120年）[56]。
- 王温舒 - 元狩4年（紀元前119年）から元鼎3年（紀元前114年）[60]。
- 尹斉 - 元鼎3年（紀元前114年）から元鼎4年（紀元前113年）[60]。
- 王温舒 - 元鼎4年（紀元前113年）から元鼎6年（紀元前111年）[61][60]。
- （姓不明）豹 - 元鼎6年（紀元前111年）任[60]。
- 王温舒 - 元封6年（紀元前105年）から、太初元年（紀元前104年）執金吾に改称[62]。
- 徐偃 - 膠西の中尉。年代不明[63]。
- 汲黯 - 太初3年（紀元前102年）頃?[64]。

### 後漢
- 楊俊 - 建安17年（212年）以降任、建安24年（219年）免[65]。魏（公・王）の中尉
- 徐奕 - 建安24年（219年）任、数か月で免[66]。魏（王）の中尉。
- 国淵 - 建安24年（219年）から延康元年（220年）のいつか[67]。魏（王）の中尉。